# اسد ادیبی
اسد عبیدی (انگلیسی: Asad Abidi؛ زادهٔ ۱۲ ژوئیهٔ ۱۹۵۶) یک دانشمند مهندسی برق اهل پاکستان است. وی عضو پیوسته آی‌تریپل‌ئی است.